# Lophopsittacus mauritianus
Pour les articles homonymes, voir Mascarin.
Genre
Espèce
Statut de conservation UICN

 EX  : Éteint
Lophopsittacus mauritianus est une espèce de Psittaculidés aujourd'hui disparue autrefois endémique de l'île Maurice.

## Description
Son existence est avérée par de nombreux os et des récits de voyageurs. Il était grand et son vol peu assuré. Ses os réduits et ses ailes très courtes indiquent qu'il était probablement inapte au vol, bien que l'information soit encore débattue. Il fut beaucoup chassé et c'est là la cause la plus probable de sa disparition. Hoffman signale en 1680 que les dernières observations de l'oiseau datent de 1673 à 1675.
Porteur d'un large bec, il est parfois appelé perroquet mauricien ou mascarin de Maurice.

## Informations complémentaires
- Endémisme dans les Mascareignes
- Liste des espèces d'oiseaux disparues